# 단경로
단경로(Dangeyong-ro)는 강원특별자치도 강릉시 강동면에 있는 도로로, 총 연장은 12.485 km이다. 

## 유래
이름이 유래된 것은 고려의 유신이 망국의 한을 품고, 이 곳에 단을 짓고 충성심을 나타내며, 숨어 살아 단경이라 불리던 지명에서 유래되었다.

## 역사
- 2009년 10월 1일 : 도로명으로 단경로를 고시

## 주요 경유지
- 강릉시
  - 강동면 (모전리 - 언별리)

## 접촉하는 도로
- 율곡로
- 동해대로
- 모전제방길
- 아래장작골길
- 돌평길
- 윗장작곡길
- 정감2길
- 언별하평길

## 주요 건물 및 시설
- 강동초등학교 (단경로 20/모전리 319-1)
- 마을복지회관 (단경로 54/모전리 340-7)
- 동그린 (단경로 114/모전리 576-3)